# Klaus Dittrich (Manager)
Klaus Dittrich (* 14. April 1955 in Gauting) ist ein deutscher Manager und ehemaliger bayerischer Senator. Von 2010 bis Juni 2022 war er Vorsitzender der Geschäftsführung der Messe München GmbH sowie Sprecher der Unternehmensgruppe Messe München International und in dieser Funktion auch zuständig für die Gesamtleitung und Koordination des Konzerns Messe München.
Seit 2017 hat er zudem das Amt des Vorsitzenden der Gesellschaft zur Freiwilligen Kontrolle von Messe- und Ausstellungszahlen (FKM) inne.

## Werdegang

### Schule und Studium
Dittrich besuchte die Volksschule, das Neusprachliche Gymnasium in Starnberg und das Wittelsbacher-Gymnasium in München, wo er 1974 sein Abitur ablegte. Er studierte Germanistik, Geschichte und Politikwissenschaft (M.A.) an der Ludwig-Maximilians-Universität München und war ab 1980 als Sachbearbeiter in der Bayerischen Staatsbibliothek in München tätig.

### Gewerkschaftsarbeit und Politik
Ab 1982 war Dittrich in verschiedenen Funktionen in der Verbandsarbeit tätig, so beispielsweise als Landesjugendsekretär des DGB, Vorsitzender des DGB-Kreises München und stellvertretender Landesvorsitzender des DGB Bayern.
Als Mitglied in Aufsichts- und Verwaltungsräten verschiedener Industrie- und Dienstleistungsunternehmen wie der Luitpoldhütte Amberg, der KraussMaffei AG, der Münchener Technologiezentrum GmbH und der AOK Bayern sammelte er Wirtschafts- und Branchenerfahrung.
Von 1990 bis 1995 war Dittrich Mitglied des Münchner Stadtrates. Im Ausschuss für Arbeit und Wirtschaft sowie im Ausschuss für Stadtplanung und Bauordnung war er unter anderem an der Vorbereitung und Ausgestaltung der Messeverlagerung nach Riem beteiligt. Vom 1. Oktober 1997 bis zur Auflösung 1999 war Dittrich Mitglied des Bayerischen Senats für die Gruppe Gewerkschaften.

### Manager bei der Messe München
Nach Dittrichs Unternehmenseintritt als stellvertretender Geschäftsführer bei der Messe München GmbH im April 2002 wurde er im Februar 2003 zum Geschäftsführer bestellt. Hier war er unter anderem für die Messen des Geschäftsbereichs Neue Technologien sowie für das Personalwesen des Unternehmens verantwortlich. Seit 2010 hat Klaus Dittrich als Nachfolger von Manfred Wutzlhofer den Vorsitz der Geschäftsführung der Messe München inne.
Unter seiner Leitung setzte die Messe München ihre bereits begonnene Internationalisierung fort, entwickelte sich zum zweitgrößten deutschen sowie weltweit sechstgrößten Messeveranstalter und erweiterte 2020 mit dem Zuschlag für die Bewerbung als neuer Austragungsort der IAA für PKW ihr Messeportfolio um eine der international bedeutendsten Automobilfachmessen.

### Weitere Tätigkeiten
Neben der Tätigkeit als Vorsitzender der Geschäftsführung der Messe München verantwortete Klaus Dittrich die Fachmesse bauma, die unter der Dachmarke ISPO zusammengefassten Fachmessen und Dienstleistungen sowie die Inhorgenta und die Expo Real. Er ist zudem Mitglied der Geschäftsführung der Gesellschaft für Handwerksmessen (GHM), eines zur Unternehmensgruppe gehörenden Messeveranstalters.
Weiterhin ist Dittrich in nationalen und internationalen Organisationen der Messewirtschaft tätig, unter anderem als Vorsitzender der Gesellschaft zur Freiwilligen Kontrolle von Messe- und Ausstellungszahlen (FKM), als Vorstandsmitglied des Ausstellungs- und Messe-Ausschusses der Deutschen Wirtschaft (AUMA) und als Mitglied des Board of Directors des Weltverbandes des Messewirtschaft (UFI).

## Privates
Klaus Dittrich ist verheiratet und hat zwei erwachsene Kinder.

## Auszeichnungen
- Bundesverdienstkreuz am Bande (12. Januar 2001)[13]